# Gleditsia australis
Gleditsia australis är en ärtväxtart som beskrevs av Francis Blackwell Forbes och William Botting Hemsley. Gleditsia australis ingår i släktet Gleditsia och familjen ärtväxter. Inga underarter finns listade i Catalogue of Life.

## Bildgalleri

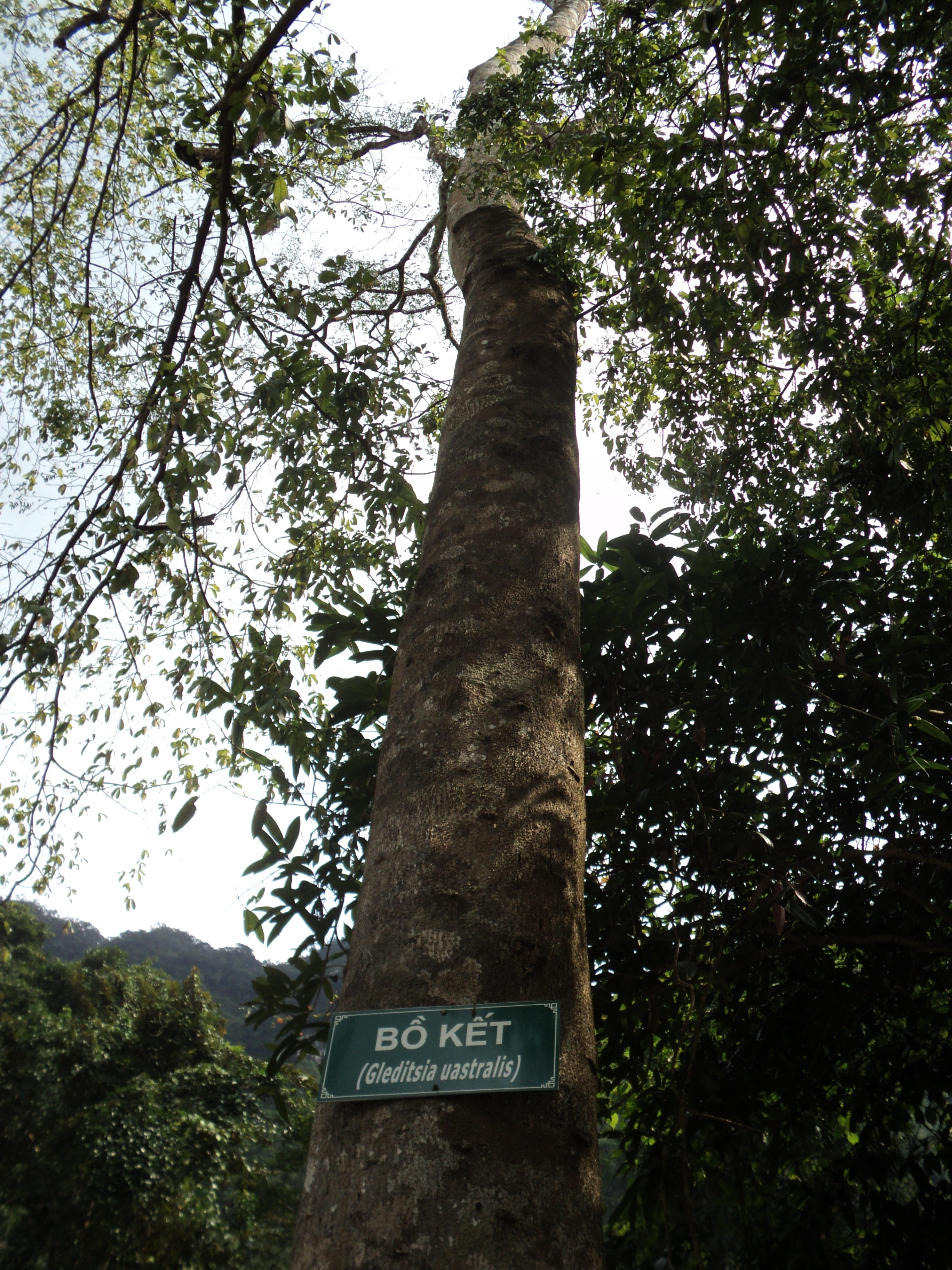